# Spoorlijn Osberghausen - Waldbröl
De spoorlijn Osberghausen - Waldbröl, ook wel Wiehltalbahn genoemd, is een spoorlijn in de Duitse deelstaat Noordrijn-Westfalen, tussen Osberghausen (gemeente Engelskirchen) en Waldbröl. De lijn is als spoorlijn 2680 onder beheer van DB Netze.

## Geschiedenis
Het traject werd door de Preußische Staatseisenbahnen in fases geopend:
- 21 april 1897: Osberghausen - Wiehl
- 15 december 1906: Wiehl - Waldbröl

## Treindiensten

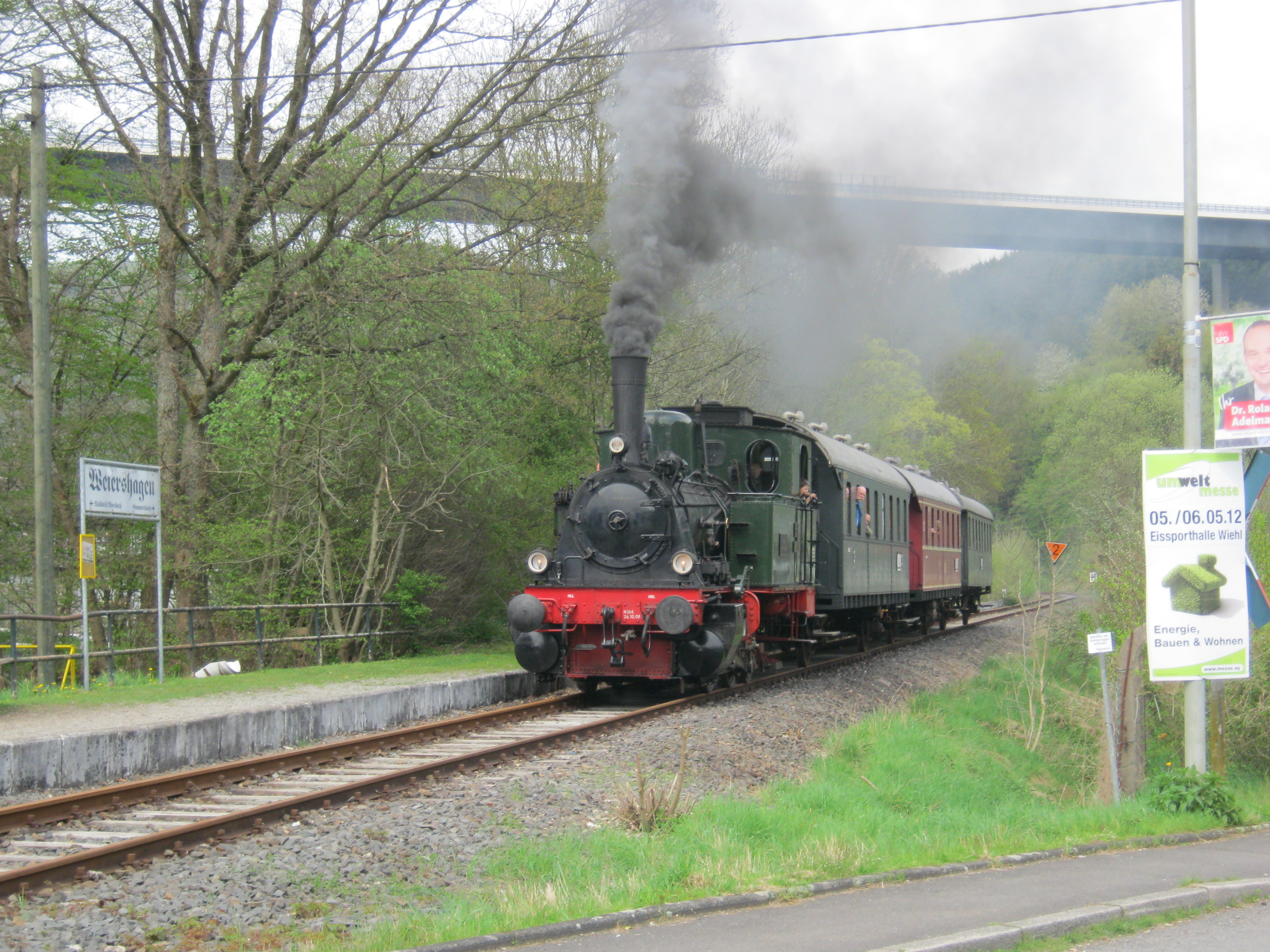
De stoomlocomotief Waldbröl als de Bergischen Löwen bij station Weiershagen

De lijn is thans in gebruik voor toeristisch verkeer. Tevens vindt er driemaal per week houttransport plaats via de lijn richting Oostenrijk.
Er zijn plannen om de gehele lijn weer te openen voor personenverkeer.

## Aansluitingen
In de volgende plaatsen is of was er een aansluiting op de volgende spoorlijnen:
Osberghausen
DB 2657, spoorlijn tussen Siegburg en Olpe
Bielstein
lijn tussen Bielstein en Waldbröl
Brüchermühle
DB 2683, spoorlijn tussen Brüchermühle en Wildbergerhütte
Hermesdorf
DB 2681, spoorlijn tussen Hermesdorf en Morsbach
Waldbröl (Rheinl)
lijn tussen Bielstein en Waldbröl